# 多牙症
多牙症（hyperdontia）指成人除了正常数量的牙齿（平均成人为32颗）之外还会生长其他额外的牙齿。多生牙（supernumerary tooth）可以出现在牙弓的任何区域，并可以影响任何口腔器官。多牙症的反面是先天性缺牙的缺牙症，实际上比多牙症更为常见。多生牙可能很少也可能很多，而且它们的布局可以是对称的或非对称的，多生牙常出現在上顎門牙的中間，而第四第五大臼齒也屬於多生牙。